# Kandahar (tỉnh)
Kandahar hoặc Qandahar (Pashto: کندھار hoặc قندهار) (tiếng Ba Tư: قندهار) là một trong những tỉnh lớn nhất trong 34 của Afghanistan. Tỉnh nằm ở miền nam Afghanistan, giữa Helmand, Oruzgan và tỉnh Zabul. Tỉnh lỵ là thành phố Kandahar nằm trên sông Arghandab. Tỉnh có dân số gần 913.000 người, với hơn 800.000 sinh sống trong tỉnh lỵ. Những cư dân chính của tỉnh Kandahar là người Pashtun. Các lực lượng quân đội Hoa Kỳ và Canada hiện đang chiến đấu với Taliban trong khu vực này. Trong mùa xuân 2010, tỉnh cũng như các thành phố vốn được gọi là "nơi sinh và nhà tinh thần của Taliban" cũng đã trở thành một mục tiêu hoạt động của Mỹ sau Moshtarak hoạt động ở tỉnh lân cận Helmand.
Phía bắc giáp các tỉnh Oruzgan và Zabul, phía nam và phía đông giáp tỉnh Balochistan của Pakistan, phía tây giáp tỉnh Helmand.